# بنتاغون ماسكال
مشروع حوادث البنتاجون الشامل (المعروف بالاسم الرمزي بنتاغون ماسكال) هو تمرين لحالة طوارئ تم إجراؤه في غرفة اجتماعات مكتب وزير الدفاع بين 24 أكتوبر و26 أكتوبر 2000. وقد تطلب التمرين فرق الاستجابة للطوارئ وأعضاء خدمات الحماية الدفاعية، ومسؤولون حكوميون أميركيين لإجراء عمليات محاكاة طارئة تحضيراً لتحطم طائرة محتمل في البنتاغون.
خلال التجربة، كان مطلوبا من موظفي الطوارئ عقد أجهزة الاتصالات اللاسلكية وغيرها لزيادة استعدادهم العملياتي لنقل الخسائر البشرية الضخمة بسرعة من منطقة الكارثة إلى المراكز الطبية. استخدمت شاحنات اللعب كنماذج مصغرة لمحاكاة مركبات النقل الطارئة للضحايا.